# القحاء (الشغادرة)

تعديل مصدري - تعديل

القحاء هي إحدى قرى عزلة قلعة حميد بمديرية الشغادرة التابعة لمحافظة حجة، بلغ تعداد سكانها 239 نسمة حسب تعداد اليمن لعام 2004.